# کارل آلبرشت جونیور
کارل آلبرشت جونیور (انگلیسی: Karl Albrecht Jr.؛ زادهٔ ۱۹۴۸) سرمایه‌دار اهل آلمان است، که مالک اکثریت سهام شرکت خرده‌فروشی آلدی می‌باشد. وی تنها پسر میلیاردر آلمانی؛ کارل آلبرشت می‌باشد.